# Sunfield
Sunfield är en ort (village) i Eaton County i Michigan. Vid 2010 års folkräkning hade Sunfield 578 invånare.